# Ko Samet
Ko Samet (thaï : เกาะเสม็ด), est une île thaïlandaise située dans le golfe de Thaïlande, à environ 220 kilomètres au sud de Bangkok, capitale du pays, et à 20 kilomètres de Rayong.
Ko Samet est une longue île étroite. Sa superficie est de 5 km2, sa longueur est de 6,5 km et sa largeur maximum de 2,3 km.
Sa proximité avec Bangkok, sa facilité d'accès en transports, son climat, ses plages de sable blanc, ses coraux exotiques et ses eaux cristallines, en font une destination prisée par les touristes et les Thaïlandais. 

## Tourisme
Les visiteurs sont accueillis au débarcadère du port de Ko Samet par des statues de personnages du grand récit fantastique Phra Aphai Mani de Sunthorn Phu.

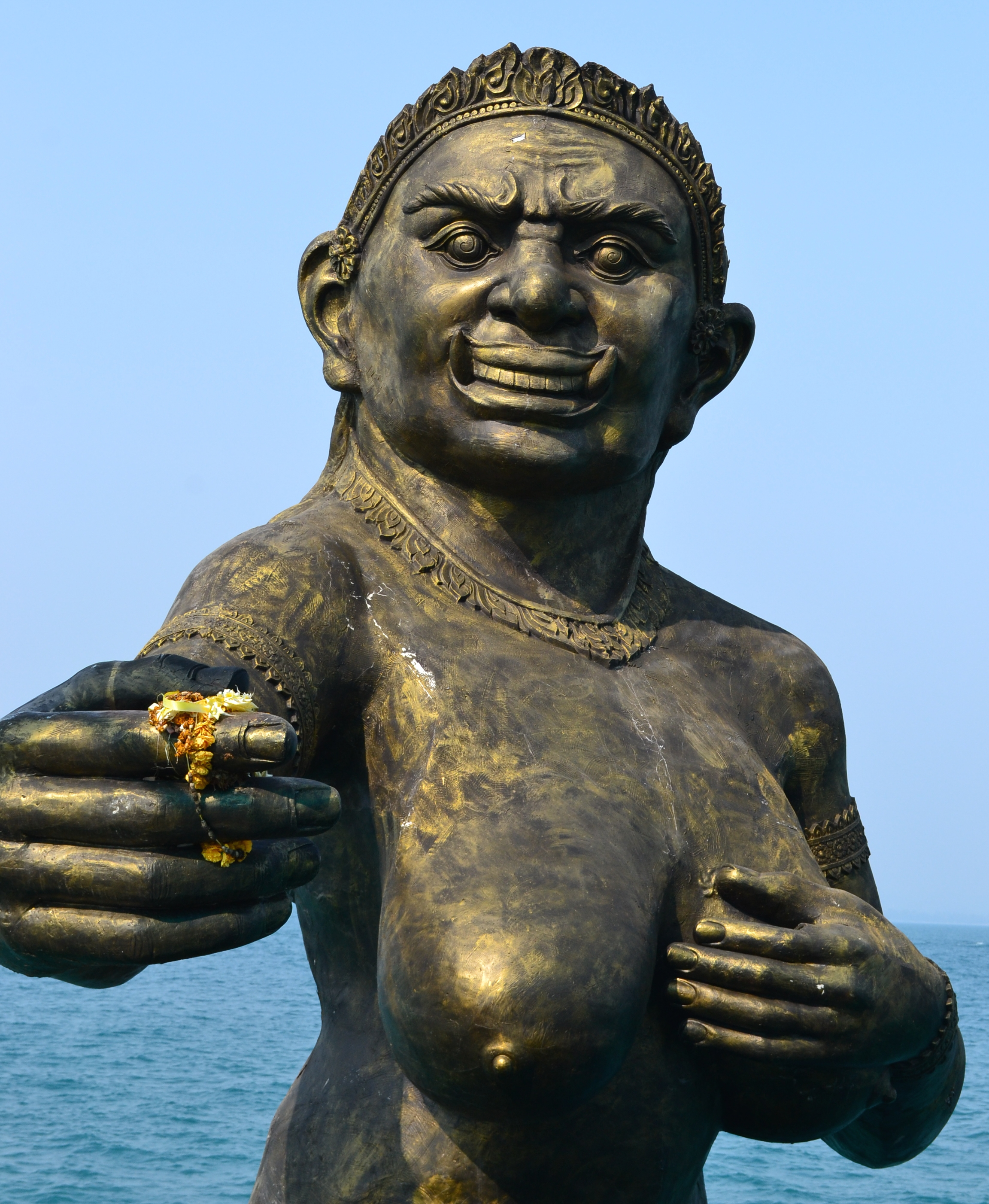
Statue de l'étrange créature géante Pisua Samut "le papillon des océans" du débarcadère...
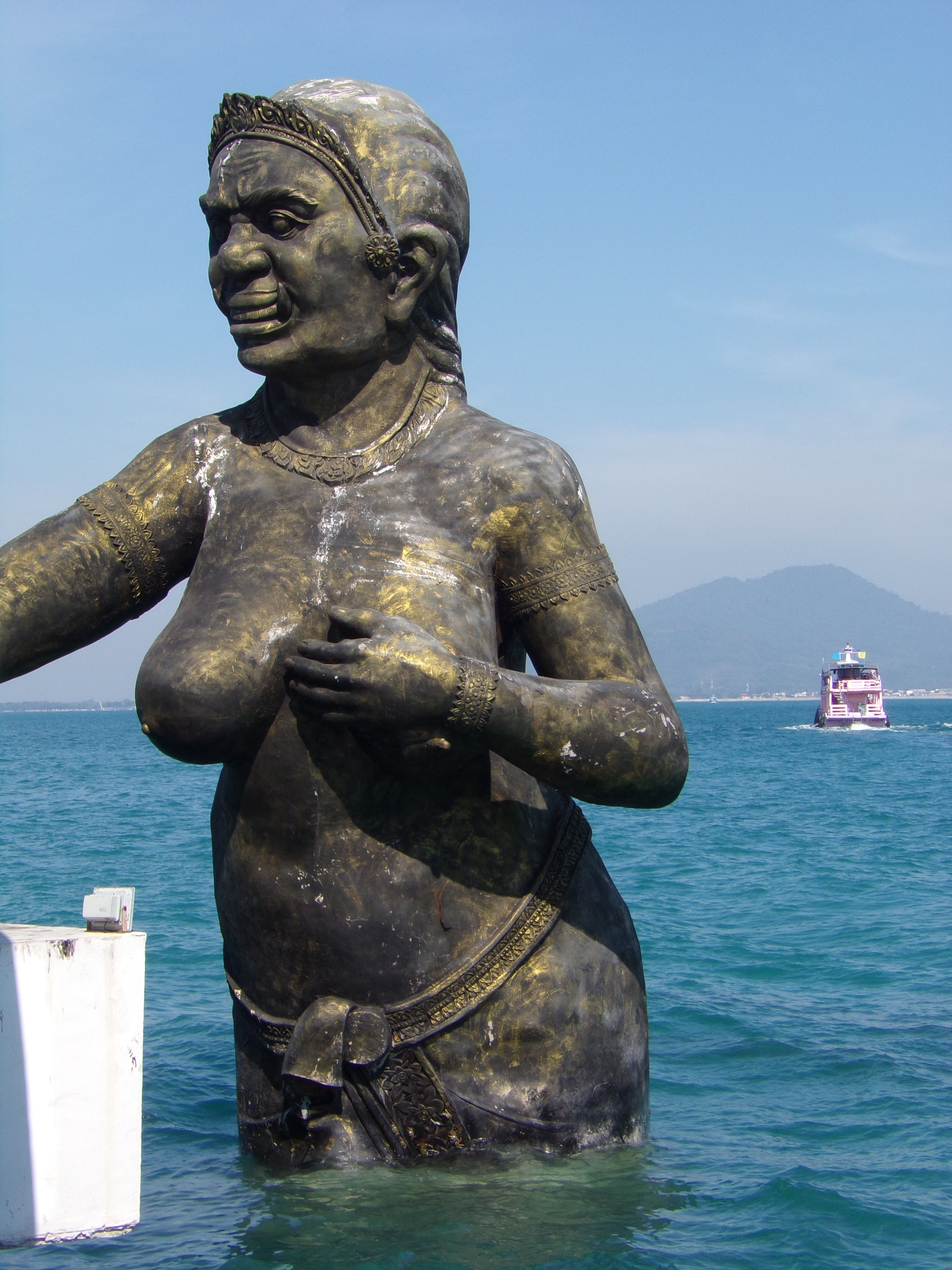
... à moitié immergée
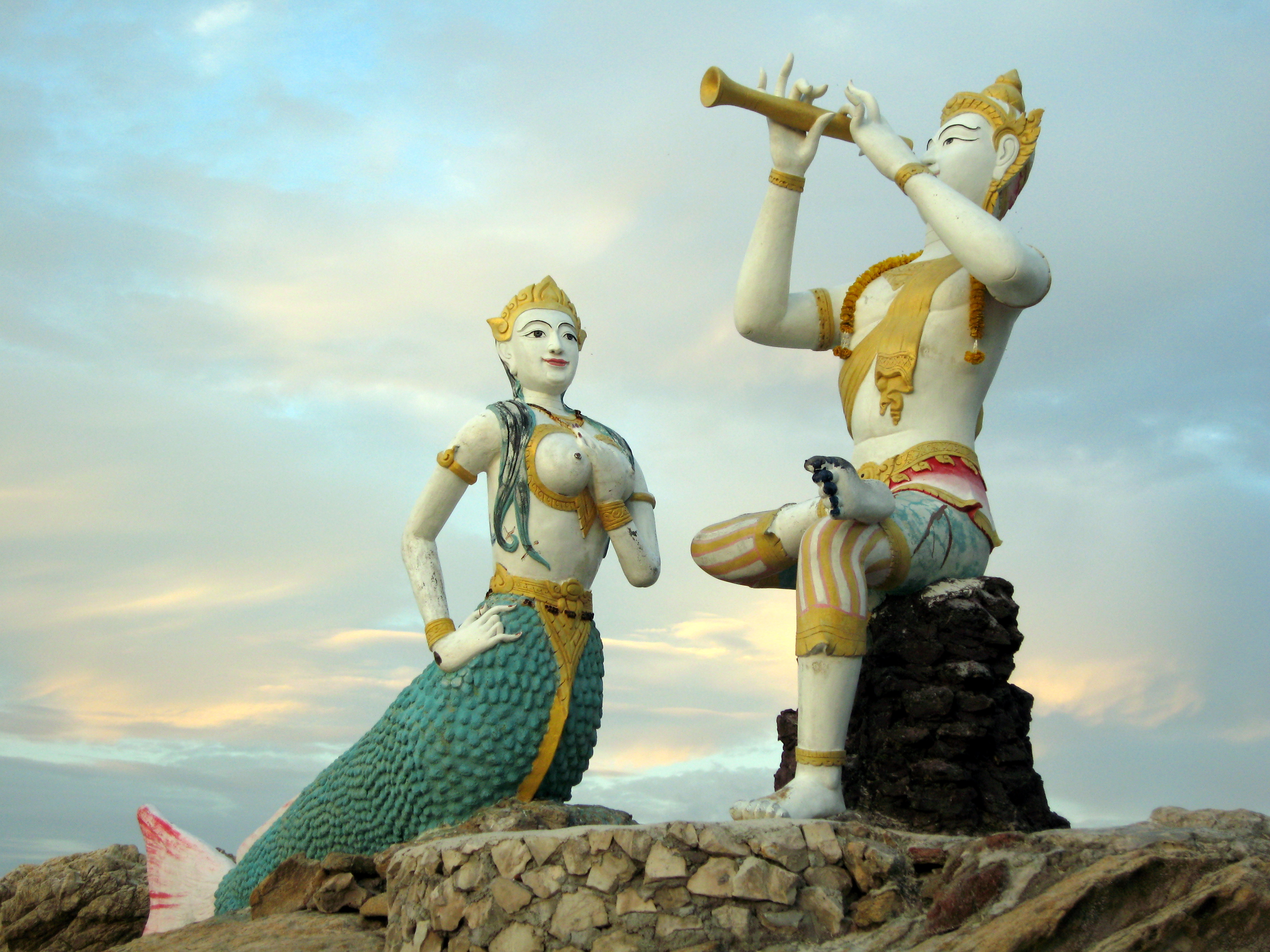
Statues de la sirène et de Phra Apai Mani sur la plage de Saikaew

Ils apprécient les activités sportives qu'on y trouve, au même titre que la cuisine locale.
Les balbutiements du tourisme commence au début des années 1980 avec l'arrivée de routards occidentaux puis avec les étudiants de Bangkok qui en font une de leurs destinations favorites pendant les week-ends. Dès 1981, le parc national de Khao Laem Ya-Mu Ko Samet est créé par le département des forêts.
Dans le parc national de Khao Laem Ya–Mu Ko Samet, en 2019, il y a eu  1 619 908 visiteurs (494 047 thaïlandais et 1 125 861 étrangers).
En 2020 et 2021, à cause de l'épidémie de Covid-19 et des fermetures de frontières qui en résultent, la fréquentation touristique du parc national chute : en 2020, 920 964 visiteurs (361 356 thaïlandais et 559 608 étrangers) ; et au premier semestre 2021, seulement 366 660 visiteurs, principalement des citoyens thaïs (348 521 thaïlandais et seulement 18 139 étrangers).

## Menaces environnementales
Le 28 juillet 2013, la plage d'Ao Phrao, unique plage sur la côte Ouest de l'île de Ko Samet a été submergée par une marée noire à la suite d'une brèche dans un oléoduc. Ce sont alors 50 000 litres de pétrole brut qui se sont échappés : la vie sous-marine a mis au moins 5 ans à se remettre de cette catastrophe écologique, les petits poissons, les crabes et les crevettes étant les plus touchés.
En janvier 2022, une nouvelle marée noire, due à une fuite sur un pipeline d'au moins 60 000 litres d'hydrocarbure, a pollué une zone d'une cinquantaine de km2 et encore menacé Koh Samet.
Ces désastres sont fréquents : Greenpeace a recensé 240 déversements d'hydrocarbure en Thaïlande entre 1974 et 2022.